# バイェ・ウマル・ニアッセ
バイェ・ウマル・ニアッセ（Baye Oumar Niasse、1990年4月18日 - ）は、セネガル・ダカール出身の元サッカー選手。元セネガル代表。ポジションはFW。

## 経歴
エヴァートンFCは2016年2月1日、FCロコモティフ・モスクワからニアッセを獲得したことを発表した。移籍金は1350万ポンド（約23億5000万円）となっている。
2017年に出場機会を求めてプレミアリーグの降格圏に沈んでいるハル・シティAFCに期限付き移籍した。2月4日のリヴァプールFC戦では試合を決定づける2点目を決め2-0の勝利に貢献したが、チームを降格から救うことは出来なかった。
2017-18シーズンはエヴァートンに復帰し22試合に出場し8ゴールを記録したが定位置を掴むには至らず、11月18日のクリスタル・パレスFC戦でのダイブ行為に試合後に2試合の出場停止を言い渡された。2018-19シーズンも状況は変わらず、1月にはやはり降格圏に沈んでいるカーディフ・シティFCに期限付き移籍したが、2年前と同様に降格を免れることは出来なかった。
2021年3月26日、ハダースフィールド・タウンFCに加入したが、1試合も出場せず6月に退団した。
2022年2月17日、バートン・アルビオンFCに加入した。
2023年3月10日、モアカムFCに加入した。
2023年11月23日、マクルズフィールドFCに加入した。

## 個人成績
2017年5月27日現在
| クラブ                         | シーズン | リーグ                 | リーグ | リーグ | カップ | カップ | リーグカップ | リーグカップ | その他 | その他 | 合計 | 合計 |
| クラブ                         | シーズン | リーグ                 | 出場   | 得点   | 出場   | 得点   | 出場         | 得点         | 出場   | 得点   | 出場 | 得点 |
| ------------------------------ | -------- | ---------------------- | ------ | ------ | ------ | ------ | ------------ | ------------ | ------ | ------ | ---- | ---- |
| ブラン (loan)                  | 2012     | ティッペリーガエン     | 3      | 0      | 1      | 0      | -            | -            | -      | -      | 4    | 0    |
| ブラン (loan)                  | 合計     | 合計                   | 3      | 0      | 1      | 0      | -            | -            | 0      | 0      | 4    | 0    |
| アクヒサル・ベレディイェスポル | 2013-14  | スュペル・リグ         | 34     | 12     | 6      | 3      | -            | -            | -      | -      | 40   | 15   |
| アクヒサル・ベレディイェスポル | 合計     | 合計                   | 34     | 12     | 6      | 3      | -            | -            | 0      | 0      | 40   | 15   |
| ロコモティフ・モスクワ         | 2014-15  | ロシア・プレミアリーグ | 13     | 4      | 4      | 2      | -            | -            | 2      | 0      | 19   | 6    |
| ロコモティフ・モスクワ         | 2015-16  | ロシア・プレミアリーグ | 15     | 8      | 2      | 1      | -            | -            | 6      | 4      | 23   | 13   |
| ロコモティフ・モスクワ         | 合計     | 合計                   | 28     | 12     | 6      | 3      | -            | -            | 8      | 4      | 42   | 19   |
| エヴァートン                   | 2015-16  | プレミアリーグ         | 5      | 0      | 2      | 0      | -            | -            | -      | -      | 7    | 0    |
| エヴァートン                   | 合計     | 合計                   | 5      | 0      | 2      | 0      | 0            | 0            | 0      | 0      | 7    | 0    |
| ハル・シティ (loan)            | 2016-17  | プレミアリーグ         | 17     | 4      | 1      | 0      | 1            | 1            | -      | -      | 19   | 5    |
| ハル・シティ (loan)            | 合計     | 合計                   | 17     | 4      | 1      | 0      | 1            | 1            | 0      | 0      | 19   | 5    |
| 通算                           | 通算     | 通算                   | 86     | 28     | 16     | 6      | 1            | 1            | 8      | 4      | 112  | 39   |

## タイトル
FCロコモティフ・モスクワ
- ロシア・カップ 2014-15